# Project West Ford

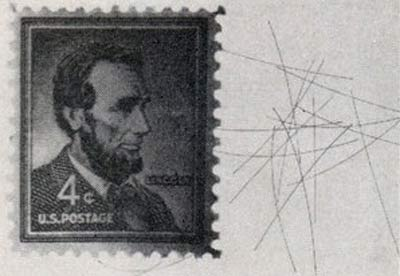
West Ford Needles im Vergleich zu einer Briefmarke

Project West Ford (auch Westford Needles und Project Needles) war ein experimentelles passives weltraumgestütztes Kommunikationssystem, das vom Lincoln Laboratory des Massachusetts Institute of Technology im Auftrag der US-Streitkräfte 1961 und 1963 durchgeführt wurde, um einen orbitalen Gürtel aus 480 Millionen Kupfer-Dipolantennen zu erzeugen, der globale Funkkommunikation ermöglichen sollte.

## Funktionsprinzip
Die West-Ford-Dipole bestanden aus 1,78 cm langen und beim ersten Experiment 25,4 µm und beim zweiten 17,8 µm dicken Kupferdrähten. Die Länge der Nadeln entsprach der halben Wellenlänge der im Programm verwendeten Übertragungsfrequenz 8 GHz.
Insgesamt 480 Millionen dieser Drahtdipole waren in einer Naphthalinmatrix eingebettet. Der als Dispenser bezeichnete zylinderförmige Naphthalin-Nadel-Block wurde in Rotation versetzt und von der Trägerrakete abgestoßen. Im Vakuum sublimierte das Naphthalin in kurzer Zeit und gab die Dipole frei, die durch die Rotation mit verschiedenen Geschwindigkeiten abgestoßen wurden. Dadurch verteilten sich die Dipole über den ganzen Orbit. Die Masse der 480 Millionen Dipole betrug nur etwa 20 kg.
Die West-Ford-Dipole wurden in der Umlaufbahn des Muttersatelliten verteilt. Dies waren bei den beiden Tests polare Umlaufbahnen zwischen 3500 und 3800 km Bahnhöhe und Inklinationen von 96° bzw. 87°. Die Dipole verteilten sich in einem Gürtel von etwa 15 km Breite und etwa 30 km radialer Ausdehnung entlang der Umlaufbahn. Der durchschnittliche Abstand zwischen den Dipolen betrug etwa 400 m.
Sämtliche zur Übertragung notwendigen aktiven Geräte befanden sich bei diesem System in den Bodenstationen. Die von der Sendestation abgestrahlten elektromagnetischen Wellen wurden von den Dipolen reflektiert und von der anderen Station empfangen.

## Starts

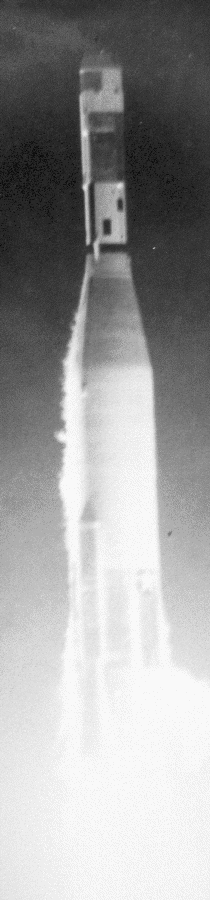
Start des ersten West-Ford-Experiments auf einer Atlas-Agena-Rakete

Beim ersten Versuch, die West-Ford-Dipole im All zu verteilen, gelangte der Verteiler zwar erfolgreich zusammen mit dem Satelliten MIDAS-4 in den Orbit, jedoch wurden die Dipole nicht verteilt. Der Start erfolgte am 21. Oktober 1961 auf einer Atlas-Agena-B-Rakete von der Vandenberg Air Force Base. Aufgrund einer Fehlfunktion des MIDAS-4-Satelliten wurde der Dispenser zwar ausgestoßen, aber nicht in Rotation versetzt, so dass sich eine große Anzahl (etwa 40.000) von Nadel-Clustern bildete, die sich aber nicht wie geplant über den ganzen Orbit verteilten.
Der zweite Versuch am 8. Mai 1963 war erfolgreich. Die Dipole gelangten zusammen mit MIDAS-7 in eine Umlaufbahn und wurden erfolgreich verteilt. Über einen Zeitraum von etwa 40 Tagen verteilten sich die Dipol-Nadeln zu einem erdumspannenden Gürtel.

## Resultate
Kommunikationsexperimente an den noch nicht vollständig verteilten Dipolwolken erzielten kurz nach dem Start Datenübertragungsraten bis zu 20.000 Bps. Nach vier Monaten, als sich die Dipole gleichmäßig verteilt hatten, waren jedoch nur noch 100 Bps erreichbar. Dieser rapide Verlust an Übertragungskapazität war, neben den Fortschritten beim Bau aktiver Kommunikationssatelliten, einer der Gründe, weshalb keine weiteren Experimente dieser Art durchgeführt wurden. Die letzten Übertragungen gelangen 1965, und ein Großteil der Dipole war bis zum Ende der 1960er Jahre wieder in die Erdatmosphäre eingetreten.
Bei der Freisetzung der Dipole kam es zu einer Verklumpung der einzelnen Dipole, so dass keine optimale Verteilung erreicht werden konnte. Diese als Cluster bezeichneten Verklumpungen bestanden sowohl aus parallelen als auch aus seriellen Anordnungen. Die kompakten parallelen Anordnungen hatten ein günstigeres Verhältnis von Masse zu der Luftreibung, so dass diese eine deutlich längere orbitale Lebensdauer hatten als die einzelnen Nadeln.

## Kritik
Bereits während der Planung erfuhr das Projekt erheblichen Widerstand aus Bereichen der Astronomie, die eine Behinderung von astronomischen Beobachtungen im Bereich der optischen Astronomie als auch der Radioastronomie befürchteten. Ein weiterer Kritikpunkt war die Gefährdung anderer Raumflugkörper durch die große Anzahl der im Project West Ford freigesetzten Partikel. Mit je 480 Millionen freigesetzten Objekten stellten die West Ford-Experimente eine der Hauptquellen für den Weltraummüll in mittleren Bahnhöhen dar. Im Jahre 2006 befanden sich immer noch zahlreiche Nadelcluster im Orbit, auch wenn sich die Zahl durch Wiedereintritte stetig verringert.
Die internationalen Proteste gegen das West-Ford-Experiment führten zur Einfügung einer Beratungsklausel zu gefährlichen Weltraumexperimenten in dem 1967 verabschiedeten Weltraumvertrag. Das endgültige Aus für die West-Ford-Technologie kam durch die sich als überlegen erwiesenen aktiven Kommunikationssatelliten, die eine deutlich bessere Übertragungsleistung boten.